# River Welland
Der River Welland (von englisch river „Fluss“) ist ein 105 km langer Fluss in Ostengland. Er entspringt bei Market Harborough in Northamptonshire und fließt von dort in nordöstlicher Richtung durch Stamford, Market Deeping und Spalding in die Nordsee, in die er unterhalb von Fosdyke in der Bucht The Wash mündet. Er ist eine der größeren Wasserstraßen im Bereich des als South Holland bezeichneten Teils der Fens in Lincolnshire. Unterhalb von Spalding ist er gezeitenabhängig.